# Hipervalencia

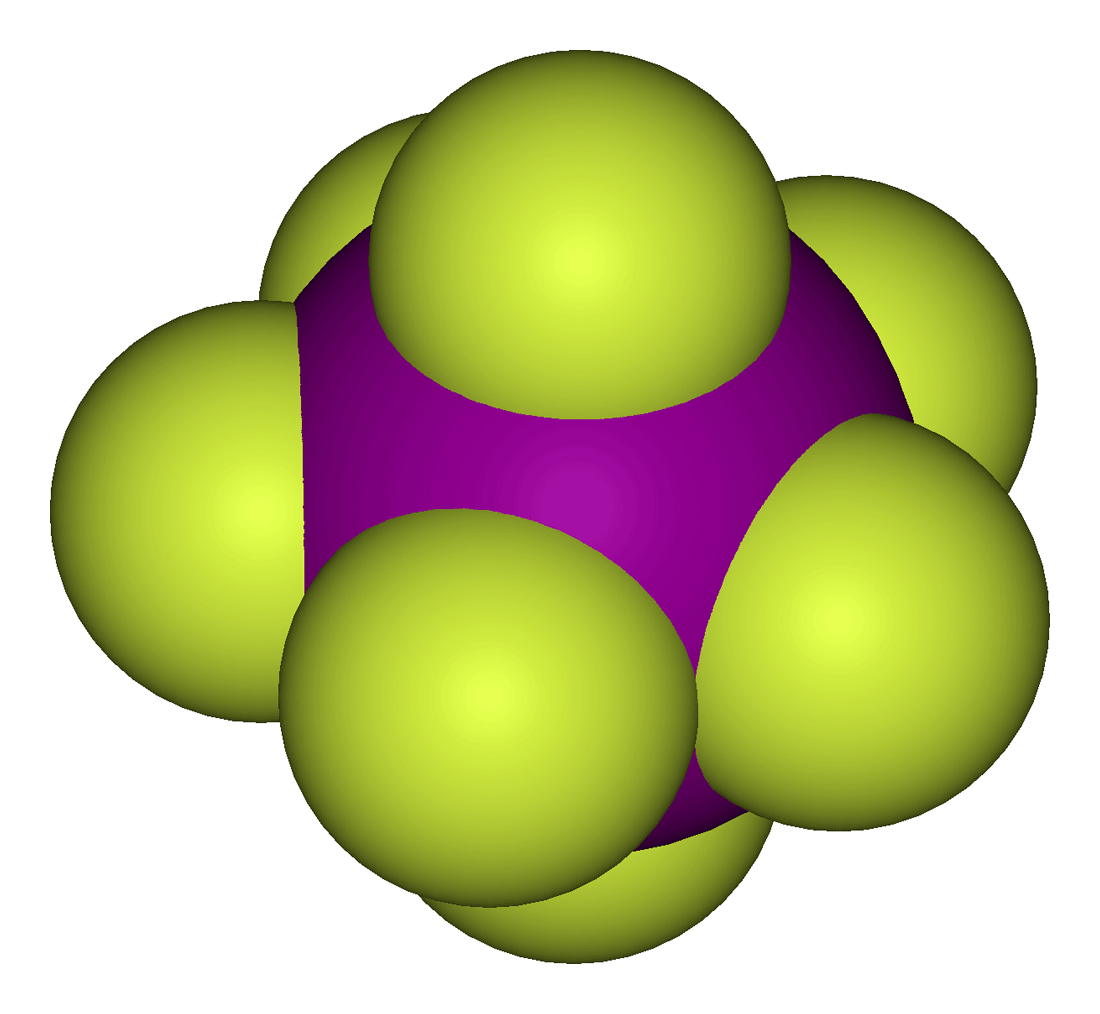
Estructura molecular 3D del Heptafluoruro de yodo.

La hipervalencia denota a moléculas que contienen uno o más elementos típicos (grupo 1, 2, 13-18) que tienen formalmente más de ocho electrones en su capa de valencia. Algunos ejemplos de hipervalencia se presentan en el pentacloruro de fósforo (PCl5), hexafluoruro de azufre (SF6), el anión fosfato (PO43−), el trifluoruro de cloro (ClF3) y el ion triyoduro (I3−). Las moléculas hipervalentes fueron definidas por primera vez por Jeremy I. Musher en 1969, como moléculas de los elementos de los grupos 15-18 en cualquier estado de oxidación distinto al menor.
Existen algunas clases específicas de moléculas hipervalentes:
- Los compuestos de yodo hipervalente que son reactivos útiles en química orgánica.
- Los sulfuranos y persulfurano son compuestos de azufre hipervalente.

## Enlace en moléculas hipervalentes
Dado que las moléculas hipervalentes no parecen obedecer la regla del octeto, se han propuesto algunos modelos para describir las propiedades del enlace. Irving Langmuir en la década de 1920 sostuvo el punto de vista de que la regla del octeto prevalecía, y que el enlace estaba basado en interacciones iónicas (por ejemplo, SF42+F22−). Por otra parte, Gilbert N. Lewis, su oponente en aquel entonces, creía en la expansión del octeto.
El enlace hipervalente también ha sido descrito como orbitales híbridos sp3d y sp3d2, compuestos de orbitales s, p, y d a niveles de energía más altos. Sin embargo, avances en el estudio de cálculos ab initio han revelado que la contribución de los orbitales d al enlace hipervalente es demasiado pequeña para describir las propiedades del enlace, y esta descripción por orbitales híbridos es vista como muy poco importante.
Como una descripción alternativa de las moléculas hipervalentes, se han intentado modificaciones a la regla del octeto, que involucran características iónicas en el enlace hipervalente. Como una de estas modificaciones, en 1951 fue propuesto el concepto de enlace de 3-centros-4-electrones, que describe el enlace hipervalente con el uso cualitativo de orbitales moleculares. El enlace 3c-4e es descrito como tres orbitales moleculares producidos por la combinación de un orbital p en el átomo central, y dos orbitales de los ligandos: un orbital de enlace ocupado, un orbital de no enlace ocupado (HOMO), y un orbital de antienlace no ocupado (LUMO). Este modelo en el que se preserva la regla del octeto también es defendido por Musher.

## Notación N-X-L
La nomenclatura N-X-L, introducida en 1980, suele ser usada para clasificar los compuestos hipervalentes de los elementos de los grupos principales, donde:
- N representa el número de electrones de valencia involucrados en el enlace
- X es el símbolo del elemento químico del átomo central
- L es el número de ligandos unidos al átomo central

Algunos ejemplos son:
- XeF2, 10-Xe-2
- PCl5, 10-P-5
- SF6, 12-S-6
- IF7, 14-I-7

## Criticismo del término
Como reemplazo al término hipervalencia, en 1984 Paul von Ragué Schleyer propuso hipercoordinación, porque este término no implica un modo de enlace químico.
El concepto de hipervalencia ha sido criticado por Ronald Gillespie quien, basado en un análisis de funciones de localización de electrones, concluyó que "como no hay diferencias fundamentales entre el enlace entre hipervalentes y no hipervalentes (moléculas con el octeto de Lewis), no hay razón para continuar usando el término hipervalente."
Para moléculas hipercoordinadas con ligandos electronegativos como el PF5 se ha demostrado que los ligandos atraen hacia sí suficiente densidad electrónica del átomo central, tal que el contenido neto es nuevamente 8 electrones o menos. Consistente con esta perspectiva alternativa es el hallazgo de que las moléculas hipervalentes basadas en ligandos de flúor, por ejemplo PF5, no tienen contrapartes hidruro, como el fosforano PH5, que es una molécula inestable.
Incluso un modelo iónico se sostiene bien en cálculos termoquímicos. Predice una formación exotérmica favorable del PF4+F− a partir del trifluoruro de fósforo PF3 y el flúor F2, mientras que una reacción de formación similar de PH4+H− no es favorable.